# Lust och fägring stor
Lust och fägring stor é um filme de drama sueco de 1995 dirigido e escrito por Bo Widerberg. Foi indicado ao Oscar de melhor filme estrangeiro na edição de 1996, representando a Suécia.

## Elenco
- Johan Widerberg - Stig Santesson
- Marika Lagercrantz - Viola
- Tomas von Brömssen - Kjell, "Frank"
- Karin Huldt - Lisbet
- Björn Kjellman - "Sigge" Santesson
- Kenneth Milldoff - pai de Stig
- Nina Gunke - mãe de Stig
- Peter Nilsson
- Jossi Sabbah - Isidor "Isse" Blecher
- Linus Ericsson - Peter
- Magnus Andersson - "Trötter"
- Frida Lindholm - Olga